# Петкович, Деян
Де́ян Пе́ткович (серб. Дејан Петковић; 10 сентября 1972, Майданпек, Югославия) — сербский футболист, атакующий полузащитник. Выступал за такие клубы, как «Црвена Звезда» (Югославия/Сербия и Черногория), «Реал Мадрид», «Севилья» (Испания), «Фламенго», «Васко да Гама», «Флуминенсе», «Сантос» (Бразилия). В 1990-е годы выступал за сборную Югославии, однако дальнейшему продолжению карьеры помешал взрывной и неуживчивый характер футболиста. Завершил карьеру в 2011 году после двух лет выступлений за клуб бразильской Серии А «Фламенго». После окончания игровой некоторое время работал футбольным тренером.

## Биография

### Ранние годы
Деян Петкович родился в городе Майданпеке в семье механика Добривойе и техника-строителя Милены. С раннего детства стал заниматься футболом в местной команде «Майданпек»; первым тренером Деяна был Слободан «Жоя» Радович. Любимыми игроками Деяна были Пеле, Зико, Карека и Диего Марадона.
У семьи Петковичей было много родственников в Нише, куда она часто приезжала, и в конце-концов Деян стал выступать за юношеские команды главного клуба этого города, «Раднички»; он пошёл по стопам своих старшего брата Бобана и отца Добривойе, которые также занимались футболом. 19-летний Бобан Петкович уже был игроком основы «Радничек» в 1987 году, когда к команде присоединился его 14-летний брат. Петкович стал самым молодым игроком в истории югославского футбола, задействованным в официальном матче, дебютировав 25 сентября 1988 года (когда ему было 16 лет и 15 дней) в победной игре (4:0) против боснийской команды «Железничар» (Сараево).
В «Радничках» Деян получил прозвище, под которым он известен у себя на родине, «Рэмбо», благодаря своему крепкому физическому строению, схожему с популярным в то время персонажем в исполнении Сильвестра Сталлоне.

На юношеском турнире в Бору я был неудержим, ведь в четырнадцать лет я выглядел уже так же, как и сегодня. Силой я выделялся на фоне сверстников, а кто-то толпы прокричал: «Этот их дриблёр — как Рэмбо!» На скамейке это понравилось, так что товарищи по команде и тренеры приклеили ко мне прозвище Рэмбо навсегда.

Петкович продолжает и спустя более четверти века помогать своей первой команде спортивной экипировкой и деньгами. В сезоне 1991/92 (последний сезон в истории чемпионата СФРЮ) Петкович с 9 голами стал лучшим бомбардиром «Радничек» в первенстве страны.
В июле 1992 года в карьере Петковича случился мощный скачок, после того, как он перешёл в «Црвену Звезду», которая была действующим чемпионом Югославии и обладателем Кубка европейских чемпионов. В этой команде он выступал до 1995 года, однако в первый сезон, когда «Црвена Звезда» выиграла Межконтинентальный кубок в соперничестве с чилийским «Коло-Коло» и в очередной раз стала чемпионом страны, Петкович не мог конкурировать за место в основе с такими звёздами, как Деян Савичевич, Дарко Панчев, Синиша Михайлович, Владимир Югович, Миодраг Белодедич, и не выступал за команду.
Однако молодой игрок уже успел получить в Нише довольно неплохую репутацию и после того, как «Црвену Звезду» покинул целый ряд игроков — кто-то в поисках контрактов в богатых западноевропейских клубах, а кто-то просто бежал от Гражданской войны, — «Рэмбо», наконец, получил шанс проявить себя. Первые два чемпионата в острой борьбе выиграл главный соперник «Црвены» — «Партизан». В сезоне 1994/95 Петкович стал настоящей звездой в полузащите своей команды, которая сумела вернуть себе титул чемпиона Югославии. Деян стал единственным футболистом, который сыграл за сезон в 36 турах (забив 8 голов), выделяясь на фоне партнёров, которые впоследствии получат большую известность в Европе; среди них были Горан Джорович, Дарко Ковачевич и Деян Станкович.
После этой победы Деяна Петковича приобрёл мадридский «Реал», который рассматривал молодого игрока в качестве одного из самых многообещающих европейских футболистов.
Статистика выступлений Деяна Петковича за югославские клубы (1988—1995):
| Клуб                    | Сезон            | Чемпионат | Чемпионат | Кубок | Кубок | Еврокубки | Еврокубки | Итого | Итого |
| Клуб                    | Сезон            | Игры      | Голы      | Игры  | Голы  | Игры      | Голы      | Игры  | Голы  |
| ----------------------- | ---------------- | --------- | --------- | ----- | ----- | --------- | --------- | ----- | ----- |
| Раднички (Ниш)          | 1988/1989        | 2         | 0         | —     | —     | —         | —         | 2     | 0     |
| Раднички (Ниш)          | 1989/1990        | 21        | 2         | —     | —     | —         | —         | 21    | 2     |
| Раднички (Ниш)          | 1990/1991        | 17        | 0         | —     | —     | —         | —         | 17    | 0     |
| Раднички (Ниш)          | 1991/1992        | 30        | 8         | —     | —     | —         | —         | 30    | 8     |
| Раднички (Ниш)          | Итого            | 70        | 10        | —     | —     | —         | —         | 77    | 26    |
| Црвена Звезда (Белград) | 1992/1993        | 30        | 5         | —     | —     | —         | —         | 30    | 5     |
| Црвена Звезда (Белград) | 1993/1994        | 29        | 10        | —     | —     | —         | —         | 29    | 10    |
| Црвена Звезда (Белград) | 1994/1995        | 36        | 8         | —     | —     | —         | —         | 36    | 8     |
| Црвена Звезда (Белград) | 1995/1996        | 14        | 5         | —     | —     | 2         | 0         | 16    | 5     |
| Црвена Звезда (Белград) | Итого            | 109       | 28        | —     | —     | 2         | 0         | 111   | 28    |
| Всего за карьеру        | Всего за карьеру | 179       | 38        | —     | —     | 2         | 0         | 181   | 38    |

### Испания
Ожидаемого триумфа в «Реале» не произошло. В интервью официальному журналу «Фламенго» игрок подробно рассказал о причине, которая помешала ему раскрыться в стане «сливочных»: контракт был подписан в августе, но следующие пять месяцев футболист оставался в стане «Црвены Звезды», которая получила возможность принять участие в предварительном этапе Кубка УЕФА 1995/96 — это было возвращение югославских команд в еврокубки, поскольку ФИФА сняла санкции, введённые по отношению к югославскому футболу из-за гражданской войны. Белградцы вылетели из турнира на первой же стадии, уступив швейцарскому «Нёвшателю» (ответный матч был сыгран 22 августа), но Петкович присоединился к «Реалу» только в декабре.
Несмотря на блестящий дебютный матч, в котором Петкович забил один из голов в ворота мадридского «Атлетико» в победном (3:2) класико, состоявшемся на Рождество 1995 года, у него было мало шансов проявить себя под руководством тренера Хорхе Вальдано, поскольку тот был недоволен Лоренсо Сансом, тогдашним президентом клуба, по чьей инициативе был приобретён серб. В официальных матча за «Реал» Петкович сыграл в сезоне 1995/96 всего три раза, проведя на поле в общей сложности лишь 63 минуты. Руководство «бланкос» организовало аренду «Рэмбо» в «Севилью», чтобы получить возможность приобрести у этого клуба хорватскую звезду Давора Шукера.
С 24 января по 10 марта 1996 года, в 23-30 турах, Петкович сыграл в восьми матчах чемпионата Испании. Лишь один раз, в игре с «Атлетико» в Мадриде, серб сыграл одну минуту, в остальных матчах он проводил на поле как минимум по одному тайму. В своей шестой игре за «Севилью» в 28 туре чемпионата Деян забил свой единственный за испанский период карьеры гол — в ворота «Атлетика» из Бильбао. Петкович отличился за минуту до перерыва, однако во втором тайме баскская команда сумела сравнять счёт и игра завершилась вничью 1:1.
В «Севилье» Петкович был игроком основного состава, но обычно он уходил с поля во вторых половинах игр. Примечательно, что в том же туре, в котором Петкович дебютировал за новую команду, «Реал» потерпел домашнее поражение (1:2) от «Райо Вальекано» и Вальдано был уволен. В марте Петкович получил серьёзную травму (перелом ноги), и не выходил на поле до сентября, когда аренда уже завершилась.
Петкович вернулся в «Реал», сыграл в сентябре в двух матчах Примеры против «Райо Вальекано» и «Овьедо» (6 и 12 минут соответственно), но поссорился с новым главным тренером королевского клуба Фабио Капелло. До конца года сербский полузащитник сыграл лишь один тайм в Кубке Короля против «Саламанки» (победа 2:0) и в начале 1997 года вновь был отдан в аренду, на этот раз в сантандерский «Расинг».
С 19 января по 13 марта 1997 года Петкович сыграл за «зелёно-белых» в девяти матчах Примеры и четырёх матчах Кубка страны. Он провёл на поле 613 минут, что на две минуты больше, чем за всё время, проведённое в «Реале» и «Севилье» вместе взятых. Затем Петкович вернулся в «Реал», но попытки пробиться в основу были безуспешными. Полузащитника отправили во вторую команду («Реал Мадрид Кастилья»), которая отправилась на международный товарищеский турнир, где игра Петковича понравилась руководству «Витории» из Салвадора. Бразильцы предложили ему перейти в их команду и Деян согласился.
Статистика выступлений Деяна Петковича за испанские клубы (1995—1997):
| Клуб               | Сезон           | Чемпионат | Чемпионат | Кубок | Кубок | Еврокубки | Еврокубки | Итого | Итого |
| Клуб               | Сезон           | Игры      | Голы      | Игры  | Голы  | Игры      | Голы      | Игры  | Голы  |
| ------------------ | --------------- | --------- | --------- | ----- | ----- | --------- | --------- | ----- | ----- |
| Реал Мадрид        | 1995/1996       | 3         | 0         | —     | —     | —         | —         | 3     | 0     |
| Севилья            | 1995/1996       | 8         | 1         | —     | —     | —         | —         | 8     | 1     |
| Реал Мадрид        | 1996/1997       | 2         | 0         | 1     | 0     | —         | —         | 3     | 0     |
| Реал Мадрид        | Итого за «Реал» | 5         | 0         | 1     | 0     | —         | —         | 6     | 0     |
| Расинг (Сантандер) | 1996/1997       | 9         | 0         | 4     | 0     | —         | —         | 13    | 0     |
| Всего в Испании    | Всего в Испании | 22        | 1         | 5     | 0     | —         | —         | 27    | 1     |

### Дебют в Бразилии
В 1997 году «Красно-чёрные» из Баии при содействии Banco Excel смогли пригласить к себе таких звёзд, как Тулио Коста и Бебето. Европейца пригласили для замены Бебето, который вскоре должен был уходить в «Ботафого», и составить конкуренцию Тулио, который также вёл многочисленные переговоры в том году. Изначально Петкович принял предложение от «Витории» с целью получения игровой практики, чтобы затем привлечь внимание европейских клубов.
Неизвестный в Бразилии югослав быстро приобрёл звёздный статус после дебюта в игре против «Унион Сан-Жуана», в которой он забил гол и отдал голевую передачу на Тулио, что позволило сыграть с командой из штата Сан-Паулу вничью 2:2. В восьми играх чемпионата Бразилии 1997 года серб забил дважды.
В начале 1998 года он постепенно набирал форму и забил несколько голов в первенстве штата. Но по-настоящему Петкович блеснул в рамках Кубка Северо-Востока, когда «Львы» разгромили со счётом 5:2 «Санта-Круз» из Ресифи; «Рэмбо» оформил в этой игре свой первый хет-трик. В итоге вместе с «Виторией» Деян Петкович дошёл до финала Кубка Северо-Востока, где уступил «Америке» из Натала, а также стал вице-чемпионом штата Баия. В двух этих турнирах он отметился 11-ю забитыми голами.
В Кубке Бразилии «Витория» дошла до ¼ финала, где по результатам двух матчей уступила «Крузейро». В первом матче первой стадии Петкович отметился забитым голом в ворота «Операрио» (2:2), в ответном «Витория» выиграла со счётом 3:1, но серб заработал красную карточку. Уже без него в 1/8 финала «Витория» устроила «пиршество голов» с «Фламенго», в первом матче «уничтожив» самый популярный клуб Бразилии со счётом 5:0, а во втором проиграв 2:5, причём четыре мяча в ворота «Витории» забил Ромарио. Петкович отыграл без замен с «Крузейро» — в Белу-Оризонти команда проиграла 0:2, а в Салвадоре победы со счётом 1:0 не хватило для выхода в следующую стадию турнира.
Южный жаркий климат, стиль игры и любовь болельщиков оказались весьма походящими для темпераментного футболиста и он весьма успешно провёл два года в клубе «Витория» из Салвадора, дважды выиграв чемпионат штата.

### Отъезд в Италию и возвращение в Бразилию
После некоторого времени, проведённого в «Венеции», Петкович в 2000 году оказался в рядах самого популярного клуба Бразилии «Фламенго». Вместе с клубом он выиграл 2 чемпионата Кариоки. Его великолепный гол со штрафного удара в ворота «Васко», позволивший праздновать победу в чемпионате 2001 года, сделал «Пета» настоящим идолом торсиды красно-чёрной команды. Чуть позже Деян отметился голом в ворота «Сан-Паулу» в финале Кубка Чемпионов Бразилии; «Фла», выиграв трофей, получил путёвку в Кубок Либертадорес следующего года.

### Два вояжа в Азию и «Васко да Гама»
Однако в 2002 году Петкович перешёл в стан главного соперника «Фла» — «Васко да Гамы», которого уже огорчал своими голами. В 2003 году он некоторое время поиграл в аренде в китайском клубе «Шанхай Шэньхуа». Петкович в 2004 году стал настоящим лидером «Адмиралов», став лучшим бомбардиром команды. Он спас «Васко» от вылета в Серию Б, а сам попал в символическую сборную чемпионата Бразилии. Примечательно, что в том году вратарём «Васко» был бывший партнёр Петковича по «Радничкам» черногорец Желько Тадич.

### Третье возвращение в Бразилию
После года, проведённого в Саудовской Аравии, казалось, что 33-летний футболист близок к завершению карьеры. Однако в 2005 году он вернулся в третий раз в Бразилию, на сей раз он подписал контракт с ещё одним грандом из Рио — «Флуминенсе». Уже в третьем матче за «Трёхцветных Кариоки» он отметился дважды в ворота сильного «Крузейро», а «Флу» праздновал оглушительную победу со счётом 6:2, причём матч состоялся на Минейрао в Белу-Оризонти. Его первый гол в матче стал тысячным голом, забитым игроками «Флуминенсе» в чемпионатах Бразилии, и этот момент навечно запечатлён в администрации клуба памятной табличкой. По итогам 2005 года, серб вновь попал в символическую сборную чемпионата Бразилии.
В 2006 году «Флу» боролся за выживание в Серии A и, несмотря на успешное выполнение этой задачи, Петкович принял решение покинуть клуб, в котором выступал ещё один бывший игрок «Радничек» Владимир Джорджевич. Петкович перешёл в «Гоияс». По окончании чемпионата штата он лишь дважды сыграл в чемпионате Бразилии и до конца сезона выступал в легендарном «Сантосе», руководимым Эмерсоном Леао.
В 2008 году Деян выступал за другой великий бразильский клуб — «Атлетико Минейро».

### Возвращение во «Фламенго» и завершение карьеры

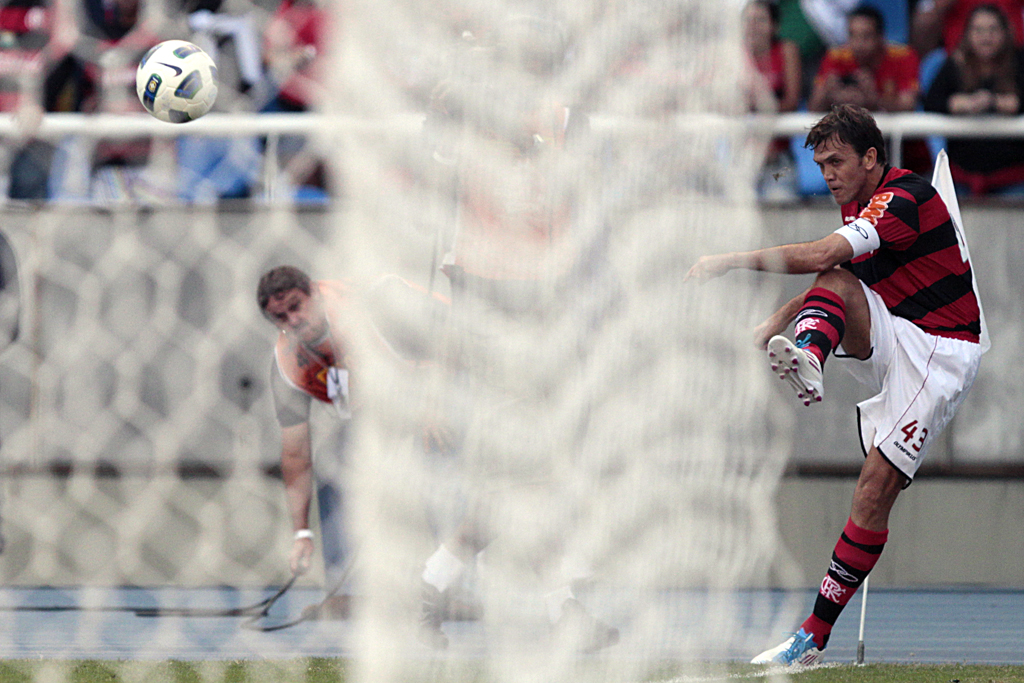
Деян Петкович исполняет угловой в матче «Фламенго» — «Коринтианс» в 2011 году.

В 2009 году вернулся во «Фламенго» и помог своей команде стать чемпионом Бразилии. Деян в третий раз в карьере попал в символическую сборную «Бразилейрао».
В дерби Фла-Флу в 2010 году в рамках чемпионата штата Рио-де-Жанейро Петкович играл под уникальным для футбола номером 150 — в честь 150-го матча за клуб. Впоследствии Деян вернулся к своему более привычному 43 номеру.
7 июня 2011 года провёл прощальный матч в футболке «Фламенго» против «Коринтианса».

### Сборная
Деян Петкович дебютировал в сборной Югославии в 1995 году, а перед чемпионатом мира 1998 года поссорился с тренером команды Слободаном Сантрачем. Его возвращение в сборную состоялось уже после Кубка Мира 1998 в матче Бразилии и СРЮ, причём на матч в Сан-Луисе Петкович добирался вместе с футболистами сборной Бразилии на одном самолёте.
В декабре 1999 года, когда Деян выступал за «Венецию», он сыграл последний на данный момент матч за сборную Югославии, причём в качестве капитана команды. Вуядин Бошков не включил Деяна в заявку на Евро-2000, на что сам Петкович заметил в интервью изданию Placar, что:

Если бы я остался в «Венеции», клубе в 10 раз слабее, чем «Фламенго», меня бы вызвали в сборную.

Кроме того, у Петковича всегда были плохие отношения с руководителями Федерации Футбола Югославии, что тоже, возможно, повлияло на его невызов в сборную.
После реформирования СРЮ в Сербию и Черногорию в 2003 году, в Бразилии среди болельщиков началась кампания за то, чтобы Деяну Петковичу дали бразильское гражданство. В период его великолепной игры за «Фламенго», «Васко», «Флуминенсе», «Сантос», по мнению футбольной общественности, уровень игры «Пета» вполне соответствовал игроку сборной Бразилии.
Перед началом чемпионата мира 2006 года уже в Сербии и Черногории развернулась кампания за включение Деяна в состав сборной. За него вступались такие ветераны команды, как Саво Милошевич, который считал Деяна безусловным игроком основы сборной СиЧ по уровню игры.. Но тренер сборной Илия Петкович предпочёл включить в заявку другого Петковича — Душана, который никогда не был звездой европейского уровня, и так не сыгравшего на турнире и минуты. Сама сборная Сербии и Черногории бесславно прекратила своё существование на групповой стадии.

### После окончания карьеры футболиста
3 мая 2017 года назначен спортивным директором «Витории». 11 мая 2017 года параллельно с административной должностью заступил на пост главного тренера клуба из Салвадора. 3 июня 2017 года ушёл с тренерской должности после назначения на пост главного тренера Алешандре Галло. 24 июля 2017 года уволен с поста спортивного директора.

## Стиль игры, признание
Деян Петкович считается одним из лучших футболистов-иностранцев, когда либо выступавших в чемпионатах Бразилии. Отмечаются его великолепные штрафные удары и точность передач. В 2006 году Деян дважды забивал гол подавая угловой удар (в том числе в ворота «Гремио»), выполняя так называемый «Сухой лист».

## Титулы и достижения
- Чемпион Бразилии: 2009
- Чемпион Югославии: 1995
- Чемпион Китая: 2004
- Чемпион штата Рио-де-Жанейро (3): 2000, 2001, 2003
- Чемпион штата Баия (2): 1998, 1999
- Обладатель Кубка Югославии: 1993
- Обладатель Кубка чемпионов Бразилии: 2001
- Обладатель Кубка Северо-Востока Бразилии: 1999
- Победитель Арабской лиги чемпионов: 2005
- Лучший бомбардир Лиги Баияно 1999 — 20 голов
- Трижды — в символической сборной чемпионата Бразилии (2004, 2005, 2009)